# Paul Loustau
Paul Loustau (28 de febrero de 1976 - Madrid; 27 de noviembre de 2007) fue un actor español de origen francés.

## Biografía
Pese a su corta vida, Loustau tuvo una larga carrera como secundario en series de televisión españolas. En su currículo figuran participaciones en Cuéntame cómo pasó, Al filo de la ley, Los simuladores y La que se avecina.
El actor falleció trágicamente en un accidente de tráfico el 27 de noviembre de 2007 con 31 años de edad, enterrado un día después en el cementerio de la localidad madrileña de Pozuelo de Alarcón. Loustau era miembro del elenco de la serie de Telecinco Hermanos y detectives, serie de la productora Cuatro Cabezas en la que ejercía el papel de Fortunato Cebrián, un policía subordinado al protagonista.
Su muerte supuso un golpe para la producción que dos días antes del fallecimiento acabó de emitir la primera temporada. Sus compañeros dedicaron a su memoria el primer capítulo de la segunda temporada.

## Cine
- La soledad (2006), actor secundario.
- Salvador(Puig Antich) (2005), actor de reparto.

## Cortometrajes
- El juego (2006)

## Televisión
- Hermanos y detectives (2007) en el personaje de Fortunato Cebrián
- La que se avecina (2007) en el personaje de Agustín "Agus"
- El comisario (2007), actor de reparto.
- Amar en tiempos revueltos (2006/2007), actor secundario.
- Los simuladores (2006), actor secundario.
- Al filo de la ley (2005), actor secundario.
- Los Serrano (2004), actor de reparto.
- El inquilino (2004), episódico (Como camarero).
- Manolito Gafotas (2004), actor secundario.
- Cuéntame cómo pasó (2003), actor de reparto.
- La vida de Rita (2002), actor de reparto.

## Teatro
- De velorios y verbenas (2006), actor protagonista.
- Sin Dios (2004), actor protagonista.
- Ser o no ser (2002), actor protagonista.
- Los engranajes (2001).
- Muelle Oeste.
- Los amigos de Peter.
- Homo Politicus (2003)